# Ферогексагідрит
Ферогексагідрит (рос. феррогексагидрит; англ. ferrohexahydrite; нім. Ferro-Hexahydrit m) — мінерал, шестиводний сульфат заліза(II).
Від феро… й назви мінералу гексагідриту. (В.Карницький, О.Некрасова, 1930).

## Опис
Хімічна формула: Fe[SO4]· 6H2O. Сингонія моноклінна. Утворює сталактити волокнистої будови. Колір голубувато-зелений. Безбарвний. Продукт зміни мелантериту, на повітрі окиснюється і буріє. Знайдений на родовищі міста Микитівка (Донбас).